# جون ستيفنز (مغني)
جون ستيفنز (بالإنجليزية: John Stevens)‏ هو مغني أمريكي، ولد في 28 يوليو 1987.

## وصلات خارجية
- الموقع الرسمي
- جون ستيفنز على موقع ميوزك برينز (الإنجليزية)